# محمد الشحي (مغني)
محمد الشحي (25 فبراير 1992 - ): مغني إماراتي. بدأ مشواره الفني في سنة 2013.

## سيرته وحياته

### مسيرته الفنية

#### بداية مشواره الفني: 2013 - 2015
في مارس سنة 2013م قدم محمد الشحي أغنية (لو تكون) في دويتو مع المطرب حمد المنصور. وفي أغسطس سنة 2013م كانت بداياته الفنية بطرح مجموعة من الأغاني، وهي ثلاثة أغاني: (حيرتي وصمتي، أشوفك حلمي الوردي، للأسف). وفي سبتمبر 2013 طرح أغنية (أصبحت لا شي). وفي أكتوبر 2013 أصدر أغنية (حسرة وغيرة). وفي نوفمبر 2013 طرح أغنية (شل قلبي). وفي ديسمبر 2013 أصدر أغنية (سكوتك طال). وفي 2014 قدم مجموعة كبيرة من الأغاني المفردة. وفي 2015 طرح أول ألبوماته (هلا بالعيال).وحققت أغنية هلا بالعيال أكثر من 50 مليون مشاهدة على يوتيوب.

#### فترة الانتشار: 2016 - 2018
في مارس 2016 أصدر أغنية (وأنا) وحققت أكثر 30 مليون مشاهدة على يوتيوب.وفي مايو 2016 الشحي أغنية (كشف المحبة)، وقد لاقت نجاحا كبيرًا ورواجًا واسعا في الخليج العربي، وحققت أكثر من 65 مليون مشاهدة.وفي يوليو 2016 طرح أغنية (يا حلوة)، وقد حققت أكثر من 60 مليون مشاهد على يوتيوب.وفي أغسطس 2016 طرح أغنية (يا ضيقي) وحققت أكثر من 40 مليون مشاهدة على يوتيوب.وفي سبتمبر 2016 أصدر أغنية (جنني) وحققت ما يقارب 40 مليون مشاهدة على يوتيوب.
وفي مارس 2017م أصدر أغنية (حياتي)، وحققت أنتشار واسع، ومشاهدته بلغت 87 مليون مشاهدة على يوتيوب.وفي نوفمبر 2017م طرح ألبوم ممنوع، وحققت أغنية (كبيدة) 68 مليون مشاهدة.

## ألبومات
- ألبوم هلا بالعيال (2015).[1]
- ألبوم حيرتي وصمتي (2016).[10]
- ألبوم عايشن مقلب (2016).[11]
- ألبوم عايف غيابك (2016).[12]
- ألبوم ممنوع (2017).[13]